# Pilot (Cougar Town)
«Pilot» es el episodio piloto de la serie de televisión cómica estadounidense Cougar Town, que se estrenó en ABC el 23 de septiembre de 2009. El episodio fue dirigido por el creador de la serie Bill Lawrence, y escrito por Lawrence y Kevin Biegel. El piloto introduce a los siete miembros principales del elenco: Jules Cobb (Courteney Cox) como una madre de 40 años que recientemente quedó soltera; Ellie Torres (Christa Miller), la vecina de Jules y mejor amiga; Laurie Keller (Busy Philipps), el empleado joven de Jules; Bobby Cobb (Brian Van Holy), el exesposo desempleado de Jules; Travis Cobb (Dan Byrd), el hijo de 17 años de Jules; Andy Torres (Ian Gómez), el esposo de Ellie; y Grayson Ellis (Josh Hopkins), el vecino recientemente divorciado de Jules
El episodio salió al aire entre otros dos pilotos, Modern Family y Eastwick. Logró 11.4 millones de espectadores, llegando por primera vez en su franja horaria. La respuesta crítica fue mixta, con Mary McNamara de los Angeles Times diciendo que el show «es divertido y emocionante para mujeres de más de 40» y que «la exasperante cosa sobre Cougar Town es que no es totalmente sin gracia o sin encanto».

## Trama
Jules examina su cuerpo desnudo en el espejo después de salir de la ducha. En un juego de fútbol en la escuela secundaria de su hijo, Jules se relaja en las gradas con su amiga y compañera de trabajo, Laurie. Están jugando el juego tradicional de "Hijo...¿o novio?" con algunas madres de 40 y algo sentadas con chicos mucho más jóvenes. Mientras tanto, Laurie trata de convencer a Jules de salir e irse de fiesta, pero Jules tiene dos vasos de vino y un tablero de Scrabble esperando en su casa por su mejor amiga y vecina, Ellie. Sin embargo, Ellie le prometió a su esposo Andy que tendrían sexo al menos una vez al mes y él está haciendo su honor para el acuerdo. A la mañana siguiente, Jules sale para recoger el periódico y ve a un vecino de 40 y algo, Grayson, diciendo adiós a una mujer de 20 y algo. Esta vez, ella se enfrenta a él por el hecho de que está acostándose con chicas de hermandad una semana después de que su esposa lo dejó. Él piensa es porque ella no pudo "estar con un joven semental sí intentaba". Por lo tanto ella trata de mostrarle los senos a un chico en bicicleta. El chico finalmente se golpea chocándose con un auto.
Después de dejar a Travis en la escuela, el camina rápido por un día de humillación después de lidiar con su mamá con anuncions inmobiliarios por la ciudad, y el nuevo trabajo de su padre como cortador de césped de su escuela. Como un agente de bienes raíces, Jules tiene todos los signos por toda la ciudad. Jules está aterrorizada que Laurie podría hacer eso, pero Laurie está empeñada en conseguir a Jules para que salga en una cita. Despupes de ver otro hombre mayor con una chica joven, Laurie insiste que ella y Jules deben saler y divertirse. Después de llegar al club, Jules conoce a un hombre más joven, Matt, y aunque está borracha al final de la noche, va a su casa sola. Cuando Jules llega a su casa, ella está preparada para compartir una botella de vino con Ellie. Aunque Laurie inesperadamente oscila y deja a Matt en el lugar de Jules. A regañadientes, Jules duerme con Matt tres veces. Varias horas más tarde, están relajándose en su piscina, y ella quiere hacer algo con él que siempre le decía a su exesposo pero ella siempre lo odiaba. Mientras Jules intenta bajar en Matt, Bobby y Travis entran. En la mañana, ella trata de disculparse con Travis y explica que tiene miedo marchitar y morir sí ella no sale y hace cosas. Sintiéndose mal por Travis por su amargura de sus carteles, Jules y Laurie persiguen al chico responsable por robar la mayoría de los carteles.

## Producción

### Concepción
Cougar Town fue creado por Bill Lawrence y Kevin Biegel. Lawrence es conocido por el creador de Scrubs. Él se inspiró por su esposa en la vida real, la actriz Christa Miller quién protagoniza en el show como Ellie. Lawrence y Kevin Biegel, quiénes trabajaron juntos escribiendo episodios en Scrubs, decidieron crear un show con Courteney Cox como una mujer de 40 años recientemente divorciada porque él pensó que era un "tema real de la época." Cox y Lawrence habían trabajado juntos en Scrubs, con Cox como estrella invitada en tres episodios de la octava temporada. Lawrence también fue un escritor del personal en Friends durante la primera temporada del show. Antes de tener la idea para ABC, otros títulos para el show fueron incluidos como 4o and Single y The Courteney Cox Show. Después de dar la idea a ABC, le pidieron tener un piloto ya grabado para finales de enero de 2009. Lawrence y Biegel trabajaron juntos escribiendo el guion con Lawrence, quién ha escrito y dirigido muchos episodios de Scrubs, dirigiendo el episodio.

### Grabación
La serie toma lugar en Sarasota, Florida aunque es grabado en los estudios Culver en Culver City, California. El episodio piloto comenzó a filmarse en enero de 2009 y fue dirigido y escrito por Bill Lawrence. Lawrence sirvió como productor ejecutivo/escritor/director, Kevin Biegel como escritor/coproductor ejecutivo y Courteney Cox y David Arquette son los productores ejecutivos. Es producido por Doozer Productions y Coquette Productions (encabezada por Cox y su exesposo David Arquette) y es de ABC Studios. La música original para Cougar Town es compuesta por el cantautor WAZ y la producción Golden-Sgro.

## Recepción
El episodio fue transmitido por primera vez en Estados Unidos en ABC el 23 de septiembre de 2009 en la hora 9:30-10 p. m. El episodio atrajo a 11.28 millones de espectadores en la primera emisión. Se abrió concomentarios mixtos de los críticos. Metacritic le dio a la serie un 49 de 100 basado en el episodio piloto, de 21 críticas, y un puntaje de 4.5 de 10 basado en 46 votos. Ken Tucker de Entertainment Weekly le dio al episodio piloto una B, comentando que el show mezcla "un realismo cínico (¿cuando escuchaste una cicatriz de cesárea como un remate?) con una jerga ridícula (una operación de senos es referido a una cabeza de gorila), Cougar Town es tan descaradamente vulgar, es entrañable." Tucker también dijo que "es con una mente tan soltera que esta obsesión se convierte divertida." Variety dijo que el show "se introduce en el doble sentido de la inseguridad que las mujeres luchan por envejecer...aunque, la ejecución aquí es constantemente tan sutil como una patada en la ingle." Steve Heisler de The A. V. Club le dio al episodio una B-, aunque comparó el personaje de Cox al de Elliot Reid de Scrubs, diciendo que Cox es "graciosamente mitad seria, y tiene un propensión de decir lo que sea que está pensando."
Alan Sepinwall de The Start-Ledger siente que 'Cougar Town todavía se sigue encontrado a sí misma, pero es mucho mejor que el título sugiere [...] el show "tiene que caminar una línea muy cuidadosa entre hacer diversión del concepto de una mujer mayor que se esfuerza en mantenerse atractiva y sexualmente activa y adoptarlo" aunque basada en los dos episodios "Cougar Town es consciente lo suficiente para lograr eso." USA Today también fue favorable diciendo que el show tiene "el elenco correcto y un bueno guion". Jezebel le dio al show críticas negativas diciendo, "Es un cliché, es  débil, es indigno. Le da una bofetada a la despesperación depredadora," mientras que Ryan Brockington de New York Post comparó al show del show recientemente cancelado de ABC Samantha Who?.